# Максимович, Георгий Алексеевич
Гео́ргий Алексе́евич Максимо́вич (29 мая 1904, Варшава, Привислинский край, Российская империя — 16 мая 1979, Пермь, СССР) — советский геолог, карстовед, доктор геолого-минералогических наук, создатель Института карстоведения и спелеологии, основатель кафедры динамической геологии, декан геологического, геолого-почвенного (1935—1937) и геолого-географического (1942—1943) факультетов, проректор Пермского университета (1944—1950), почётный член Географического общества СССР, основатель научной школы в области карстоведения. Отец геолога Н. Г. Максимовича.

## Биография
В 1914 году вместе с семьей был эвакуирован  в Екатеринослав. В 1914—20 годах ученик 1-й Екатеринославской гимназии. В декабре 1920 года добровольно вступил в Красную Армию, стрелком.   В 1921 году демобилизован и направлен на учёбу. В 1921—1926 годах обучался на горно-эксплуатационном отделении горно-геологического  факультета Екатеринославского(Днепропетровского) горного института. Окончил институт в 1926 году. В 1922—29 годах параллельно обучался на геологоразведочном отделении того-же института.
В 1929 году окончил одновременно два факультета (горно-эксплуатационный и геолого-разведочный) Днепропетровского горного института.
По окончании института работал с июня 1926 года по май 1934 года в г. Грозном в тресте Грознефть геологом и в Краснознаменном нефтяном институте ассистентом, а затем доцентом.
В 1934-1979 — заведующий новой кафедрой динамической геологии в Пермском университете и по совместительству кафедрой геологии в Пермском педагогическом институте.
В 1935-1937 годах — декан геологического (затем — геолого-почвенного) факультета; унаследовал эту должность у П. М. Рыжкова и передал её А. И. Оборину.
С 15 декабря 1942 года по 1 января 1944 года — декан геолого-географического факультета; принял эту должность у А. И. Оборина и передал С. Н. Лаптеву.
С 1944 по 1946 год — проректор Молотовского университета (приказ Наркомпроса № 558). Передал эту должность Р. В. Мерцлину, ушедшему с должности ректора после возвращения с войны А. B. Букирева.
Приказом Министерства высшего образования от 18 июня 1946 года Г. А. Максимович был переведён на должность проректора по учебной работе Молотовского университета (приказы Мин. Высш. Образования 654/к, 141/r); приказом 22 марта 1950 года был освобождён в связи с «объединением должности протектора по учебной работе с должностью проректора по научной работе» (около года эту единую должность занял химик В. Ф. Усть-Качкинцев, перейдя с 1 апреля 1951 года на должность проректора по научной работе).
Супруга — геолог-карстовед Клара Андреевна Горбунова (1925—1996); дети: Елена и Николай (род. 1954), кандидаты геолого-минералогических наук.

## Научные достижения
В 1944 году защитил докторскую диссертацию на тему «Очерк происхождения и развития подземных вод», которая получила высокую оценку академиков В. И. Вернадского и Ф. П. Саваренского. Данные им определения «гидрохимическая фация», «пористость горных пород», «карстовый процесс» вошли в справочную и учебную литературу, а учение о гидродинамической зональности карстового массива и гидрохимических фациях широко используется гидрогеологами во всем мире.
Среди многочисленных научных трудов центральное место занимают монографии «Химическая география вод суши» (1955) и «Основы карстоведения» (В 2 т. 1963, 1969).
Г. А. Максимович подготовил в Грозненском нефтяном институте и Пермском университете 10 докторов и 50 кандидатов наук.
18 ноября 1964 года по его инициативе был создан Институт карстоведения и спелеологии, который объединил специалистов, занимающихся изучением карста и пещер, и благодаря которому Пермь стала общепризнанным центром карстоведения в стране. Г. А. Максимович являлся бессменным директором этого института до самой смерти.
С 1975 года это был Всесоюзный институт карстоведения и спелеологии, объединявший 193 научных работника из 12 республик бывшего СССР, проживающих в 53 городах. Среди них 16 докторов и 83 кандидата наук.
Георгий Алексеевич является всемирно известным ученым, основоположником отечественного карстоведения, создателем Пермской школы гидрогеологов и карстоведов, имеющей высокий международный рейтинг. Международному признанию способствовал и высокий коммуникативный уровень учёного. Знание иностранных языков позволяло Г. А. Максимовичу переписываться и обмениваться литературой с учёными США, Франции, Испании, Италии, Венгрии, Чехословакии, Румынии, Болгарии, быть в курсе достижений зарубежной науки.
Другая группа работ Г. А. Максимовича посвящена вопросам гидрогеологии, гидрогеохимии и химической географии (химической
гидрологии). В первые годы публиковались работы по нефтяной гидрогеологии, которые вошли в учебники. Основные работы посвящены
гидрогеологии карста, которая рассматривается на генетической основе — учении о гидродинамических зонах. В двухтомной монографии «Основы карстоведения» (1963, 1969) этим вопросам посвящено более 17 печатных листов. По общей гидрогеологии разрабатывались вопросы верховодки, классификации подземных вод и типов их миграции, подземного стока Урала.

## Оценка деятельности Г. А. Максимовича
Среди наград учёного Почётная Грамота Президиума Верховного Совета РСФСР и почётный знак «За отличные успехи в области высшего образования СССР».
Работы учёного нашли высокую оценку в СССР и за рубежом. Они отмечены на ВДНХ Дипломом почета, а VI Международный спелеологический конгресс в Чехословакии (1973) «за развитие мировой спелеологической науки» присудил Г. А. Максимовичу золотую медаль и почетный диплом.
Г. А. Максимович награждён золотой медалью Ф. П. Литке Русского Географического общества и избран его почетным членом.

## Память
Именем Г. А. Максимовича названы 4 пещеры:
- Кызыл-Яровская на Южном Урале,
- Обвальная в Пермском крае (в окрестностях г. Губахи),
- шахта Кристальная КН 160-2 (ныне Максимовича) в Карадагском лесу в Горном Крыму, ныне геологический памятник природы,
- пещера в Западном Тянь-Шане.

4 грота:
- в пещере Дивья (Урал)
- в пещере Геологов 2 (Урал),
- Кулогорская-Троя (Архангельская область),
- Мот Хоул (Mott Hole) (Западная Виргиния, США)

галерея в Лысанской пещере (Сибирь).
Одному из гротов пещеры Мот Хоул в Западной Виргинии имя Г. А. Максимовича было присвоено в марте 2004 года членом Национального спелеологического общества США в связи со 100-летием со дня рождения ученого. А в январе, также к столетию профессора, сотрудниками Пермского университета в его честь назван слепой рачок из Кунгурской ледяной пещеры.
Администрацией Пермской области (позже — Пермского края) установлена с 1998 г. премия Пермской области I и II степени имени профессора Г. А. Максимовича за создание оригинальных научных трудов и разработок в области наук о Земле: геологии, географии, гидрогеологии, геофизики, карстоведения и горного дела.

## Основные труды
- Максимович Г. А. Основы карстоведения: В 3 т. / Геогр. о-во СССР. Ин-т карстоведения и спелеологии. Перм. гос. ун-т им. А. М. Горького. Лаборатория геологии. — Пермь: Кн. изд-во, 1963, 1969.